# جوزيه هينسون
جوزيه هينسون (بالإنجليزية: Josiah Henson)‏ هو مصارع رياضي وضابط أمريكي، ولد في 24 فبراير 1922 في بريستو في الولايات المتحدة، وتوفي في 4 أبريل 2012 في تلسا في الولايات المتحدة بسبب نوبة قلبية وسكتة.

## وصلات خارجية
- جوزيه هينسون على موقع أوليمبيديا (الإنجليزية)